# Андрианов, Александр Анатольевич
Алекса́ндр Анато́льевич Андриа́нов (род. 31 марта 1958) — советский легкоатлет, специалист по метанию диска. Выступал на всесоюзном уровне в конце 1970-х — начале 1980-х годов, бронзовый призёр чемпионата СССР, победитель и призёр первенств всесоюзного значения. Представлял Ленинград и спортивное общество «Труд».

## Биография
Александр Андрианов родился 31 марта 1958 года. Занимался лёгкой атлетикой в Ленинграде, выступал за добровольное спортивное общество «Труд».
Впервые заявил о себе в метании диска в сезоне 1978 года, когда с результатом 61,80 выиграл бронзовую медаль на домашних соревнованиях в Ленинграде.
В августе 1979 года стал серебряным призёром на всесоюзном турнире в Харькове, показав результат 61,92 метра.
В июне 1980 года на всесоюзных соревнованиях в Кишинёве метнул диск на 63,22 метра — тем самым превзошёл всех соперников и установил свой личный рекорд в данной дисциплине. В сентябре на чемпионате СССР в Донецке показал результат в 62 метра ровно и завоевал бронзовую награду, уступив только москвичу Юрию Думчеву и запорожцу Владимиру Зинченко.
В июле 1981 года был лучшим на домашних соревнованиях в Ленинграде (62,24).
В мае 1982 года с результатом 62,88 занял пятое место на турнире в Сочи.
В июне 1983 года принимал участие в чемпионате страны в рамках VIII летней Спартакиады народов СССР в Москве, но попасть в число призёров не смог.
В августе 1984 года отметился победой на очередном домашнем турнире в Ленинграде.